# Copris quasilaevigatus
Copris quasilaevigatus là một loài bọ cánh cứng trong họ Bọ hung (Scarabaeidae).